# Linda Lovelace
Linda Lovelace, artiestennaam van Linda Susan Boreman, (New York, 10 januari 1949 – Denver, 22 april 2002) was een bekende Amerikaanse actrice in pornofilms.

## Levensloop
Ze kreeg eind jaren zestig een relatie met Chuck Traynor. Voor zover bekend verscheen ze in acht pornofilms, alle uitgebracht op 8mm. Haar doorbraak kwam in 1972 met de film Deep Throat ('diepe keel'). Deze orale seksfilm werd ook vertoond in gewone bioscopen en werd een grote hit bij het grote publiek.
Na haar succes met Deep Throat scheidde Lovelace van Traynor. Het lukte haar niet om haar filmcarrière vast te houden. Na twee softpornofilms, Deep Throat part II (1974) en Linda Lovelace for President (1976), verdween ze uit de publiciteit. In 1974 trouwde ze met Larry Marchiano, met wie ze twee kinderen kreeg.
In 1980 publiceerde ze haar autobiografie Ordeal waarin ze vertelt door Traynor herhaaldelijk te zijn mishandeld en bedreigd en onder dwang in pornofilms te hebben gespeeld. Boreman was inmiddels actief in de vrouwenbeweging en legde geregeld getuigenissen af waarin ze waarschuwde tegen de gevaren van pornografie.
Op 3 april 2002 raakte ze betrokken bij een auto-ongeluk waarbij ze zwaargewond raakte. Bijna drie weken later zette haar familie de apparaten die haar in leven hielden uit waarna ze, 53 jaar oud, overleed. Ze werd bijgezet op Parker Cemetery in Parker County (Colorado).
In 2005 verscheen over haar leven de documentaire Inside Deep Throat. In 2013 werd de film Lovelace, een biopic over haar leven, uitgebracht door de regisseurs Rob Epstein en Jeffrey Friedman.

## Filmografie
- Sextet (1964)
- Sex for Sale (1971); short
- Deep Throat (1972)
- Deep Throat Part II (1974)
- Linda Lovelace for President (1975)
- Come and Judge (1975); documentaire
- Adults Only: The Secret History of the Other Hollywood (2001); documentaire
- Inside Deep Throat (2005); documentaire

## Publicaties
- Inside Linda Lovelace (1974)
- Ordeal (1980) - met Mike McGrady
- Out of Bondage (1986) - met Mike McGrady

## Trivia
- De allitererende artiestennaam Linda Lovelace is bedacht door Gerard Damiano, de regisseur van Deep Throat. Haar initialen LL zouden dan lijken op MM (Marilyn Monroe) en BB (Brigitte Bardot).

- Bibsys: 90087687
- Biblioteca Nacional de España: XX1316853
- Bibliothèque nationale de France: cb12621901z (data)
- Catàleg d'autoritats de noms i títols de Catalunya: 981058517686606706
- Gemeinsame Normdatei: 118574620
- International Standard Name Identifier: 0000 0001 1632 4681
- Library of Congress Control Number: n79117161
- MusicBrainz: 2bacb2e6-24c7-4c17-9e91-a5cf46e8596a
- Bibliotheek van het Japanse parlement: 00448089
- Nationale Bibliotheek van Tsjechië: xx0134352
- Nationale bibliotheek van Australië: 35313988
- Nationale Bibliotheek van Israël: 987007381838505171
- Nationale Bibliotheek van Polen: a0000002778684
- Nederlandse Thesaurus van Auteursnamen: 070650519
- LIBRIS: 256752
- SNAC: w6f7983b
- Système universitaire de documentation: 253677599
- Trove: 908211
- Virtual International Authority File: 45094686
- WorldCat: E39PBJxRB8cK8d4Jc9qqQMXcfq